# Cyrtodactylus menglianensis
Cyrtodactylus menglianensis — вид ящірок з родини геконових (Gekkonidae). Описаний у 2022 році.

## Назва
Видовий епітет menglianensis посилається на повіт Менлянь, де виявлені типові зразки виду.

## Поширення
Ендемік Китаю. Вид описано на основі чотирьох екземплярів, зібраних з карстових утворень повіту Менлянь міста Пуер провінції Юньнань на півдні країни.